# Burg Innhausen
Burg Innhausen (auch Inhusen, Innhusen oder Inhausen) stand im Sengwardener Ortsteil Inhausen im Stadtgebiet von Wilhelmshaven und war einer der Stammsitze des ostfriesischen Häuptlingsgeschlechts zu Innhausen und Knyphausen. Heute ist ihr Standort nur noch eine leicht erhöhte Burgstelle von 140 m auf 120 m Größe, da von der abgegangenen Burg nichts mehr übrig ist.

## Geschichte

### Erbauer
Burg Innhausen wurde um 1350 von Ino Tjarksena, Richter von Östringen in Ostfriesland, erbaut. Sein Sohn war Popko Inen († 1387), Häuptling zu Innhausen. Popko war ein ehemals loyaler Verbündeter des Edo Wymeken (auch Edo Wiemken) aus dem Geschlecht der Papinga, seit 1355 Häuptling der Gaue Östringen und Rüstringen. Im Laufe von kriegerischen Auseinandersetzungen Edo Wymekens mit seinen Konkurrenten wurden 1387 die Burgen Glarenburg bei Accum und Tjarkhausen zerstört. Im weiteren Verlauf wechselte Popko Inen die Seiten und verbündete sich mit Ocko I. tom Brok, der zu dieser Zeit Ostfriesland unter seiner Herrschaft zu einigen suchte.

### Besitzerwechsel
Edo Wymeken tötete Popko Inen im Streit darüber 1387 und eignete sich dessen Burg Innhausen an. Dann gab er die Burg Iko Onneken († 1454), dem Häuptling des benachbarten Sengwarden, der auch die Tochter des früheren Eigentümers, Hilleda Tjarksena, heiratete. Zugleich folgte Iko Onneken seinem Schwiegervater Popko Inen auch als Häuptling zu Innhausen nach. Sein Enkel, Folef (auch Fulf) Alksen Onneken († 1531), Häuptling zu Innhausen, erbte 1496 von seinem Vetter, Iko Onneken dem Jüngeren, Häuptling zu Knyphausen, die benachbarte Herrschaft Knyphausen und vereinigte so beide Herrschaften, nach denen sich das Geschlecht der Onneken dann nur noch zu Innhausen und Knyphausen nannte.

### Schleifung
Da das Geschlecht in der Folgezeit seinen Wohnsitz auf Burg Kniphausen und Schloss Lütetsburg nahm, wurde die Burg Innhausen vernachlässigt, verfiel und wurde 1531 schließlich ganz abgebrochen. Aus den abgeräumten Steinen wurde später durch Tido zu Innhausen und Knyphausen (1582–1638) ein Schloss in Tidofeld gebaut, das aber 1677 einem kriegerisch ausgefochtenen Erbstreit innerhalb der Familie Innhausen und Knyphausen zum Opfer fiel und so ebenfalls zur Ruine wurde. Von der Burg Innhausen blieb noch ein Hügel, auf dem von 1593 bis 1626 die Mühle von Sengwarden stand. Um 1850 wurde auch diese Anhöhe eingeebnet. Der Name Innhausen ging dann auf eine benachbarte Hofstelle über.

### Enteignung
1. Einverleibung in die Herrschaft Jever: Folefs Sohn, Tido zu Innhausen und Knyphausen (1500–1565), Erbauer der Klunderburg in Emden, war reichsunmittelbarer Herr von Inhusen und Kniphusen. Er nahm 1547 an der Schlacht bei Mühlberg auf protestantischer Seite teil, wurde gefangen genommen und geächtet. Dadurch gab er der mit dem Geschlecht Innhausen und Knyphausen verwandten Maria, Erbtochter von Jever aus dem Hause Papinga, den langersehnten Anlass, die wie ein Pfahl im Fleisch des Jeverlandes steckenden Herrschaften Inhusen und Kniphusen ihrer Herrschaft Jever einzuverleiben. Das Ende des darauf folgenden Prozesses vor dem Reichskammergericht erlebte sie nicht mehr;
2. Einverleibung in die Grafschaft Oldenburg: laut ihres Testaments von 1573 hatte Maria von Jever ihr Land den gleichfalls mit ihr verwandten Grafen von Oldenburg vermacht. Als sie 1575 starb, nahmen die Oldenburger sofort das Erbe in Besitz. Den Prozess gewannen sie, die auch Marias Ansprüche geerbt hatten, am 20. November 1623. Die Familie zu Innhausen und Knyphausen musste den Verlust dieses Teils ihrer Stammgüter verschmerzen und erhielt damals als Abfindung 50.000 Taler, nachdem in einem Vergleich zwischen Graf Anton Günther von Oldenburg und Philipp Wilhelm zu Innhausen und Knyphausen die Titelführung als Reichsfreiherr zu Innhausen und Knyphausen gewahrt worden war. Vereinbart wurde auch eine jährliche Rente, die noch 340 Jahre später bis zu einem Ablösevertrag mit dem Land Niedersachsen im Jahre 1964 ausbezahlt wurde.

### Rückkauf
1862 kaufte Fürst Edzard zu Innhausen und Knyphausen die 1623 verlorene Burg Kniphausen zurück und erwarb 1876 noch die benachbarte Burgstelle von Innhausen, sodass die beiden Stammsitze des Geschlechts wieder dessen Eigentum waren.